# Peräseinäjoki
Peräseinäjoki est une ancienne municipalité indépendante située dans la province d'Ostrobotnie du Sud dans la province de Finlande occidentale.

## Histoire
Le 1er janvier 2005, la municipalité de Seinäjoki a été fusionnée dans la municipalité de Seinäjoki.

## Population
En 2004, Peräseinäjoki comptait 3 639 habitants.

## Personnalités
- Ville Ritola, athlète spécialiste des courses de fond, quintuple champion olympique, est né à Peräseinäjoki en 1896.